# Jacinta Parejo
Jacinta Parejo de Crespo (còn được gọi là Misia Jacinta) (16 tháng 8 năm 1845 – 16 tháng 4 năm 1914) là một nhân vật công chúng Venezuela và Đệ nhất phu nhân Venezuela từ 1884 đến 1886 và từ 1892 đến 1898 trong các nhiệm kỳ tổng thống của Joaquín Crespo. Parejo là người phụ nữ đầu tiên ở Venezuela can thiệp vào chính sách chính thức theo cách rất liên quan. Cô đã tổ chức các cuộc họp của chính phủ, làm việc cho các dự án của nguyên thủ quốc gia, và đôi khi thay mặt cho các tù nhân chính trị. Người chồng thứ hai của Jacinta Parejo đã bị giết trong trận chiến năm 1898  và Parejo sau đó trở thành người bảo vệ di sản của gia đình họ. VenezuelaTuya tuyên bố rằng sự kế thừa pháp lý của Parejo và Crespo là "một trong những tranh chấp pháp lý lớn nhất của đầu thế kỷ XX ở Venezuela." 

## Tuổi thơ
Jacinta Parejo de Crespo sinh ngày 16 tháng 8 năm 1845 tại Juan Parejo và Maria Josefa Parejo tại Guárico. vào ngày 8 tháng 8 năm 1861, cô kết hôn với Tướng Saturnino Silva. Silva chết trong chiến đấu trong Chiến tranh Liên bang. Sau khi chết, cô đã gặp Tướng Joaquín Crespo. Crespo, giống như cô, có nguồn gốc từ Guarico và cũng là một người bạn tâm giao với Phó Tổng thống cho Tướng Antonio Guzman Blanco. Jacinta Parejo và Crespo kết hôn vào ngày 18 tháng 9 năm 1864. Cô vẫn kết hôn với Crespo khi anh thay đổi cương vị trong chính phủ Venezuela.

## Sự nghiệp chính trị

### 1884-1886: Nhiệm kỳ đầu tiên là Đệ nhất phu nhân
Jacinta Parejo lần đầu tiên là Đệ nhất phu nhân Venezuela từ năm 1884  cho đến năm 1886. Parejo là người phụ nữ đầu tiên ở Venezuela can thiệp vào chính sách chính thức theo cách như vậy. Cô đã tổ chức các cuộc họp, làm việc cho các dự án của nguyên thủ quốc gia, và đôi khi thay mặt cho các tù nhân chính trị đối với Crespo.